# Temporada 1980-81 de los Milwaukee Bucks
La temporada 1980-81 fue la decimotercera de los Milwaukee Bucks en la NBA. La temporada regular acabó con 62 victorias y 20 derrotas, ocupando el segundo puesto de la Conferencia Este, clasificándose para los playoffs, en los que cayeron en semifinales de conferencia ante los Philadelphia 76ers.

## Elecciones en elDraft
Ninguno de los jugadores elegidos por los Bucks en el Draft de la NBA de 1980 llegó a jugar partido alguno en la NBA.

## Temporada regular
| División Central    | División Central | División Central | División Central | División Central | División Central | División Central | División Central | División Central |
| Equipo              | G                | P                | %                | PD               | Casa             | Fuera            | Div              |                  |
| ------------------- | ---------------- | ---------------- | ---------------- | ---------------- | ---------------- | ---------------- | ---------------- | ---------------- |
| y-Milwaukee Bucks   | 60               | 22               | .732             | –                | 34–7             | 26–15            | 23–7             |                  |
| x-Chicago Bulls     | 45               | 37               | .549             | 15.0             | 26–15            | 19–22            | 20–9             |                  |
| x-Indiana Pacers    | 44               | 38               | .537             | 16.0             | 27–14            | 17–24            | 17–12            |                  |
| Atlanta Hawks       | 31               | 51               | .378             | 29.0             | 20–21            | 11–30            | 9–21             |                  |
| Cleveland Cavaliers | 28               | 54               | .341             | 32.0             | 20–21            | 8–33             | 9–21             |                  |
| Detroit Pistons     | 21               | 61               | .256             | 39.0             | 14–27            | 7–34             | 9–21             |                  |

## Playoffs

### Semifinales de Conferencia
Philadelphia 76ers vs. Milwaukee Bucks 
| Fecha       | Partido                                     | Ciudad     |
| ----------- | ------------------------------------------- | ---------- |
| 5 de abril  | Philadelphia 76ers 125, Milwaukee Bucks 122 | Filadelfia |
| 7 de abril  | Philadelphia 76ers 99, Milwaukee Bucks 109  | Filadelfia |
| 10 de abril | Milwaukee Bucks 103, Philadelphia 76ers 108 | Milwaukee  |
| 12 de abril | Milwaukee Bucks 109, Philadelphia 76ers 98  | Milwaukee  |
| 15 de abril | Philadelphia 76ers 116, Milwaukee Bucks 99  | Filadelfia |
| 17 de abril | Milwaukee Bucks 109, Philadelphia 76ers 86  | Milwaukee  |
| 19 de abril | Philadelphia 76ers 99, Milwaukee Bucks 98   | Filadelfia |
|             | Philadelphia 76ers gana las series 4-3      |            |

## Estadísticas
| Rk | Jugador          | Edad | P  | PT | MP   | TC  | TCI  | %TC  | T3  | T3I | %T3  | TL  | TLI | %TL  | RO  | RD  | RT  | AS  | RB  | TAP | BP  | FP  | PTS  |
| -- | ---------------- | ---- | -- | -- | ---- | --- | ---- | ---- | --- | --- | ---- | --- | --- | ---- | --- | --- | --- | --- | --- | --- | --- | --- | ---- |
| 1  | Marques Johnson  | 24   | 76 |    | 33.4 | 8.4 | 15.2 | .552 | 0.0 | 0.1 | .000 | 3.5 | 5.0 | .706 | 3.0 | 3.9 | 6.8 | 4.6 | 1.5 | 0.5 | 2.5 | 2.6 | 20.3 |
| 2  | Sidney Moncrief  | 23   | 80 |    | 30.2 | 5.0 | 9.2  | .541 | 0.0 | 0.1 | .222 | 4.0 | 5.0 | .804 | 2.3 | 2.8 | 5.1 | 3.3 | 1.1 | 0.5 | 1.8 | 2.0 | 14.0 |
| 3  | Quinn Buckner    | 26   | 82 |    | 29.1 | 5.7 | 11.7 | .493 | 0.0 | 0.1 | .167 | 1.8 | 2.5 | .734 | 1.1 | 2.6 | 3.6 | 4.7 | 2.4 | 0.0 | 2.9 | 3.3 | 13.3 |
| 4  | Junior Bridgeman | 27   | 77 |    | 28.8 | 7.0 | 14.3 | .487 | 0.0 | 0.3 | .143 | 2.8 | 3.1 | .884 | 1.0 | 2.7 | 3.8 | 3.0 | 1.1 | 0.4 | 1.9 | 2.4 | 16.8 |
| 5  | Bob Lanier       | 32   | 67 |    | 26.2 | 5.6 | 10.7 | .525 | 0.0 | 0.0 | .000 | 3.1 | 4.1 | .751 | 1.9 | 4.3 | 6.2 | 2.7 | 1.1 | 1.2 | 2.1 | 2.7 | 14.3 |
| 6  | Mickey Johnson   | 28   | 82 |    | 25.8 | 4.6 | 10.3 | .448 | 0.0 | 0.2 | .167 | 3.2 | 4.0 | .789 | 2.2 | 4.4 | 6.6 | 3.5 | 1.1 | 0.9 | 2.8 | 3.1 | 12.5 |
| 7  | Brian Winters    | 28   | 69 |    | 25.7 | 4.8 | 10.1 | .475 | 0.3 | 0.7 | .353 | 1.7 | 2.0 | .869 | 0.5 | 1.6 | 2.0 | 3.3 | 1.0 | 0.1 | 2.0 | 2.7 | 11.6 |
| 8  | Harvey Catchings | 29   | 77 |    | 21.2 | 1.7 | 3.9  | .447 | 0.0 | 0.0 |      | 0.8 | 1.2 | .641 | 2.0 | 4.1 | 6.1 | 1.3 | 0.4 | 2.4 | 1.4 | 3.7 | 4.2  |
| 9  | Pat Cummings     | 24   | 74 |    | 14.6 | 3.4 | 6.2  | .539 | 0.0 | 0.0 | .000 | 1.3 | 1.9 | .707 | 1.3 | 2.6 | 3.9 | 0.8 | 0.4 | 0.3 | 1.5 | 2.6 | 8.0  |
| 10 | Len Elmore       | 28   | 72 |    | 12.8 | 1.1 | 2.9  | .358 | 0.0 | 0.0 |      | 0.8 | 1.0 | .720 | 0.9 | 1.9 | 2.9 | 1.0 | 0.5 | 0.7 | 0.6 | 2.5 | 2.9  |
| 11 | Mike Evans       | 25   | 71 |    | 12.8 | 1.9 | 4.1  | .460 | 0.0 | 0.2 | .143 | 0.7 | 0.9 | .781 | 0.3 | 0.9 | 1.2 | 2.4 | 0.5 | 0.1 | 1.0 | 1.6 | 4.5  |

## Galardones y récords
| Jugador         | Galardón                               |
| Marques Johnson | 2.º Mejor quinteto de la NBA All-Star  |
| Quinn Buckner   | 2.º Mejor quinteto defensivo de la NBA |